# Spinotarsus parvus
Spinotarsus parvus är en mångfotingart som beskrevs av Kraus 1960. Spinotarsus parvus ingår i släktet Spinotarsus och familjen Odontopygidae. Inga underarter finns listade i Catalogue of Life.